# Прапор Ізюма
Пра́пор Ізю́ма — офіційний символ міста Ізюм Харківської області, затверджений 11 січня 2002 року рішенням Ізюмської міської ради.
Розпорядженням начальника Ізюмської МВА №2183-ВС від 20 листопада 2024 року було змінено зображення герба на сучасний.

## Опис прапора

Колишній прапор Ізюма

На прямокутному малиновому полотнищі з співвідношенням сторін 2:3 герб міста.